# 卡斯铁略德哈卡
卡斯铁略德哈卡，是西班牙阿拉贡自治区韦斯卡省的一个市镇。总面积17平方公里，总人口188人（2001年），人口密度11人/平方公里。